# Општина Гвадалупе (Закатекас)
Гвадалупе (шп. Guadalupe) општина је у Мексику у савезној држави Закатекас. Општина се налази на надморској висини од 2272 м.

## Становништво
Према подацима из 2010. у општини је живело 159991 становника.

### Хронологија
| Година       | 2000                   | 2005                   | 2010                   |
| ------------ | ---------------------- | ---------------------- | ---------------------- |
| Становништво | 109066 (53009 / 56057) | 129387 (62729 / 66658) | 159991 (77843 / 82148) |

### Попис
| \| \| м \| \| \| ж \| \| 0—2 \| 4.925 \| \| \| 4.771 \| \| 3—5 \| 5.141 \| \| \| 4.995 \| \| 6—11 \| 10.079 \| \| \| 9.832 \| \| 12—14 \| 4.780 \| \| \| 4.639 \| \| 15—17 \| 4.697 \| \| \| 4.588 \| \| 18—24 \| 10.425 \| \| \| 11.065 \| \| 60+ \| 4.132 \| \| \| 4.577 \| \| Просек : \| 27,4 \| \| \| 28,4 \| |        |  |  |        |
| |        |  |  |        |
| | м      |  |  | ж      |
| 0—2 | 4.925  |  |  | 4.771  |
| 3—5 | 5.141  |  |  | 4.995  |
| 6—11 | 10.079 |  |  | 9.832  |
| 12—14 | 4.780  |  |  | 4.639  |
| 15—17 | 4.697  |  |  | 4.588  |
| 18—24 | 10.425 |  |  | 11.065 |
| 60+ | 4.132  |  |  | 4.577  |
| Просек : | 27,4   |  |  | 28,4   |

| #   | Индикатор                                                                                        | Вредност |
| --- | ------------------------------------------------------------------------------------------------ | -------- |
| 1   | Становништво од 0 до 2 године                                                                    | 9696     |
| 2   | Мушко становништво од 0 до 2 године                                                              | 4925     |
| 3   | Женско становништво од 0 до 2 године                                                             | 4771     |
| 4   | Становништво са 3 и више година                                                                  | 148195   |
| 5   | Мушко становништво са 3 и више година                                                            | 71865    |
| 6   | Женско становништво са 3 и више година                                                           | 76330    |
| 7   | Становништво са 5 и више година                                                                  | 141434   |
| 8   | Мушко становништво са 5 и више година                                                            | 68443    |
| 9   | Женско становништво са 5 и више година                                                           | 72991    |
| 10  | Становништво са 12 и више година                                                                 | 118148   |
| 11  | Мушко становништво са 12 и више година                                                           | 56645    |
| 12  | Женско становништво са 12 и више година                                                          | 61503    |
| 13  | Становништво са 15 и више година                                                                 | 108729   |
| 14  | Мушко становништво са 15 и више година                                                           | 51865    |
| 15  | Женско становништво са 15 и више година                                                          | 56864    |
| 16  | Становништво са 18 и више година                                                                 | 99444    |
| 17  | Мушко становништво са 18 и више година                                                           | 47168    |
| 18  | Женско становништво са 18 и више година                                                          | 52276    |
| 19  | Становништво од 3 до 5 година                                                                    | 10136    |
| 20  | Мушко становништво од 3 до 5 година                                                              | 5141     |
| 21  | Женско становништво од 3 до 5 година                                                             | 4995     |
| 22  | Становништво од 6 до 11 година                                                                   | 19911    |
| 23  | Мушко становништво од 6 до 11 година                                                             | 10079    |
| 24  | Женско становништво од 6 до 11 година                                                            | 9832     |
| 25  | Становништво од 8 до 14 година                                                                   | 22682    |
| 26  | Мушко становништво од 8 до 14 година                                                             | 11471    |
| 27  | Женско становништво од 8 до 14 година                                                            | 11211    |
| 28  | Становништво од 12 до 14 година                                                                  | 9419     |
| 29  | Мушко становништво од 12 до 14 година                                                            | 4780     |
| 30  | Женско становништво од 12 до 14 година                                                           | 4639     |
| 31  | Становништво од 15 до 17 година                                                                  | 9285     |
| 32  | Мушко становништво од 15 до 17 година                                                            | 4697     |
| 33  | Женско становништво од 15 до 17 година                                                           | 4588     |
| 34  | Становништво од 18 до 24 године                                                                  | 21490    |
| 35  | Мушко становништво од 18 до 24 године                                                            | 10425    |
| 36  | Женско становништво од 18 до 24 године                                                           | 11065    |
| 37  | Женско становништво од 15 до 49 година                                                           | 46652    |
| 38  | Становништво са 60 и више година                                                                 | 8709     |
| 39  | Мушко становништво са 60 и више година                                                           | 4132     |
| 40  | Женско становништво са 60 и више година                                                          | 4577     |
| 41  | Однос између мушкараца и жена                                                                    | 94.76    |
| 42  | Становништво од нуле до 14 година                                                                | 49162    |
| 43  | Становништво од 15 до 64 године                                                                  | 103128   |
| 44  | Становништво од 65 година и више                                                                 | 5601     |
| 45  | Просечан број деце                                                                               | 2.13     |
| 46  | Становништво рођено у ентитету                                                                   | 136496   |
| 47  | Мушко становништво рођено у ентитету                                                             | 66126    |
| 48  | Женско становништво рођено у ентитету                                                            | 70370    |
| 49  | Становништво рођено у другом ентитету                                                            | 19925    |
| 50  | Мушко становништво рођено у другом ентитету                                                      | 9960     |
| 51  | Женско становништво рођено у другом ентитету                                                     | 9965     |
| 52  | Становништво од 5 година и више резидентно у ентитету у јуну 2005. године                        | 133691   |
| 53  | Мушко становништво старосног доба од 5 година и више, резидентно у ентитету у јуну 2005. године  | 64188    |
| 54  | Женско становништво старосног доба од 5 и више година, резидентно у ентитету у јуну 2005. године | 69503    |
| 55  | Становништво од 5 година и више које је живело у другом ентитету у јуну 2005. године             | 5040     |
| 56  | Мушко становништво старије од 5 година које је живело у другом ентитету у јуну 2005. године      | 2544     |
| 57  | Женско становништво старије од 5 година које је живело у другом ентитету у јуну 2005. године     | 2496     |
| 58  | Становништво од 3 године и више које говори аутохтони језик                                      | 604      |
| 59  | Мушко становништво старо 3 године и више које говори аутохтони језик                             | 345      |
| 60  | Женско становништво старо 3 године и више које говори аутохтони језик                            | 259      |
| 61  | Становништво од 3 године и више које говори аутохтони језик и не говори шпански језик            | 1        |
| 62  | Мушко становништво старо 3 године и више које говори аутохтони језик и не говори шпански         | 1        |
| 63  | Женско становништво старо 3 године и више које говори аутохтони језик и не говори шпански језик  | 0        |
| 64  | Становништво старо 3 године и више које говори аутохтони језик и шпански                         | 343      |
| 65  | Мушко становништво старо 3 године и више које говори аутохтони језик и шпански                   | 200      |
| 66  | Женско становништво старо 3 године и више које говори аутохтони језик и шпански                  | 143      |
| 67  | Становништво од 5 година и више које говори аутохтони језик                                      | 597      |
| 68  | Становништво од 5 година и више које говори аутохтони језик и не говори шпански језик            | 1        |
| 69  | Становништво од 5 година и више које говори аутохтони језик и говори шпански језик               | 341      |
| 70  | Становништво у домородачким домаћинствима                                                        | 1301     |
| 71  | Становништво са ограничењима у активностима                                                      | 7619     |
| 72  | Становништво са ограниченим ходањем или кретањем, горе или доле                                  | 3522     |
| 73  | Становници са ограничењима вида, чак и уз кориштење сочива                                       | 3188     |
| 74  | Становништво са ограничењима говора, комуникације или конверзације                               | 518      |
| 75  | Становништво са ограниченим слухом                                                               | 715      |
| 76  | Становништво са ограничењима при одевању, купању или јелу                                        | 332      |
| 77  | Становништво са ограничењима у опажању или учењу једноставних ствари                             | 381      |
| 78  | Становништво са менталним ограничењима                                                           | 546      |
| 79  | Становништво без ограничења активности                                                           | 149673   |
| 80  | Становништво од 3 до 5 година које не похађа школу                                               | 3821     |
| 81  | Мушко становништво од 3 до 5 година које не похађа школу                                         | 1936     |
| 82  | Женско становништво од 3 до 5 година које не похађа школу                                        | 1885     |
| 83  | Становништво од 6 до 11 година које не похађа школу                                              | 361      |
| 84  | Мушко становништво од 6 до 11 година које не похађа школу                                        | 197      |
| 85  | Женско становништво од 6 до 11 година које не похађа школу                                       | 164      |
| 86  | Становништво од 12 до 14 година које не похађа школу                                             | 647      |
| 87  | Мушко становништво од 12 до 14 година које не похађа школу                                       | 364      |
| 88  | Женско становништво од 12 до 14 година које не похађа школу                                      | 283      |
| 89  | Становништво од 15 до 17 година похађа школу                                                     | 6577     |
| 90  | Мушко становништво од 15 до 17 година похађа школу                                               | 3242     |
| 91  | Женско становништво између 15 и 17 година живота у школи                                         | 3335     |
| 92  | Становништво од 18 до 24 године похађа школу                                                     | 8529     |
| 93  | Мушко становништво од 18 до 24 године похађа школу                                               | 4151     |
| 94  | Женско становништво од 18 до 24 године похађа школу                                              | 4378     |
| 95  | Становништво од 8 до 14 година које не може да чита и пише                                       | 348      |
| 96  | Мушко становништво старосног доба од 8 до 14 година које не може да чита и пише                  | 205      |
| 97  | Женско становништво старосног доби од 8 до 14 година које не може да чита и пише                 | 143      |
| 98  | Становништво од 15 година и више које је неписмено                                               | 2811     |
| 99  | Мушко становништво од 15 година и више које је неписмено                                         | 1236     |
| 100 | Женско становништво од 15 година и више које је неписмено                                        | 1575     |
| 101 | Становништво старо 15 и више година без школовања                                                | 3250     |
| 102 | Мушко становништво старо 15 и више година без школовања                                          | 1559     |
| 103 | Женско становништво старо 15 и више година без школовања                                         | 1691     |
| 104 | Становништво старосног доба 15 и више година са непотпуним основним образовањем                  | 9918     |
| 105 | Мушко становништво старосног доба од 15 година и више са непотпуном основним образовањем         | 4875     |
| 106 | Женско становништво старосног доба 15 и више година са непотпуном основним образовањем           | 5043     |
| 107 | Становништво старо 15 и више година са комплетним основним образовањем                           | 13329    |
| 108 | Мушко становништво старо 15 година и више са комплетним основним образовањем                     | 6516     |
| 109 | Женско становништво старо 15 и више година са комплетним основним образовањем                    | 6813     |
| 110 | Становништво старосног доба 15 и више година са непотпуним средњим образовањем                   | 6035     |
| 111 | Мушко становништво старосног доба од 15 година и више са непотпуним средњим образовањем          | 3289     |
| 112 | Женско становништво старосног доба од 15 година и више са непотпуним средњим образовањем         | 2746     |
| 113 | Становништво старо 15 и више година са пуним секундарном образовањем                             | 22590    |
| 114 | Мушко становништво старосног доба од 15 година и више са пуним секундарном образовањем           | 10388    |
| 115 | Женско становништво старосног доба од 15 година и више са пуним секундарном образовањем          | 12202    |
| 116 | Становништво старије од 18 година са постосновним образовањем                                    | 48983    |
| 117 | Мушко становништво старије од 18 година са постосновним образовањем                              | 23363    |
| 118 | Женско становништво старије од 18 година са постосновним образовањем                             | 25620    |
| 119 | Просечна оцена школовања                                                                         | 10.26    |
| 120 | Просечан ниво образовања мушке популације                                                        | 10.24    |
| 121 | Просечан ниво образовања женског становништва                                                    | 10.27    |
| 122 | Економски активно становништво                                                                   | 65601    |
| 123 | Економски активна мушка популација                                                               | 41601    |
| 124 | Економски активна женска популација                                                              | 24000    |
| 125 | Становништво које није економски активно                                                         | 52104    |
| 126 | Мушко становништво које није економски активно                                                   | 14825    |
| 127 | Женско становништво које није економски активно                                                  | 37279    |
| 128 | Запослено становништво                                                                           | 63011    |
| 129 | Запослено мушко становништво                                                                     | 39564    |
| 130 | Запослено женско становништво                                                                    | 23447    |
| 131 | Незапослена популација                                                                           | 2590     |
| 132 | Незапослена мушка популација                                                                     | 2037     |
| 133 | Незапослена женска популација                                                                    | 553      |
| 134 | Становништво без права на здравствене услуге                                                     | 34642    |
| 135 | Становништво које има право на здравствене услуге                                                | 123046   |
| 136 | Становништво које има право на ИМСС                                                              | 71851    |
| 137 | Становништво које има право на социјално осигурање                                               | 21511    |
| 138 | Становништво које има право на државно социјално осигурање                                       | 424      |
| 139 | Становништво које има право на опште осигурање или здравствено осигурање за нову генерацију      | 28475    |
| 140 | Становништво које је било једном или није било у браку током 12 година и више                    | 40989    |
| 141 | Венчано или уједињено становништво од 12 година и више                                           | 68273    |
| 142 | Становништво које је било у браку или уједињено 12 година и више                                 | 8725     |
| 143 | Становништво са католичком религијом                                                             | 147407   |
| 144 | Протестанти, еванђелисти и библијски следбеници различити од еванђелиста                         | 6898     |
| 145 | Становништво са другим религијама различитим од претходних                                       | 71       |
| 146 | Становништво без религије                                                                        | 2740     |
| 147 | Укупно пописаних домаћинства                                                                     | 41083    |
| 148 | Пописна домаћинства на челу са мушкарцима                                                        | 31697    |
| 149 | Пописна домаћинства на челу са женама                                                            | 9386     |
| 150 | Становништво у пописним домаћинствима                                                            | 157482   |
| 151 | Становништво у пописним домаћинствима на челу са мушкарцима                                      | 127532   |
| 152 | Становништво у пописним домаћинствима на челу са женама                                          | 29950    |
| 153 | Укупно домаћинстава                                                                              | 53859    |
| 154 | Укупно насељених домаћинстава                                                                    | 41784    |
| 155 | Укупно приватних кућа                                                                            | 53158    |
| 156 | Насељени приватни домови                                                                         | 41083    |
| 157 | Укупно насељених приватних кућа                                                                  | 41767    |
| 158 | Ненасељене приватне куће                                                                         | 9007     |
| 159 | Појединачна домаћинства за привремену употребу                                                   | 3068     |
| 160 | Становници у насељеним приватним кућама                                                          | 157482   |
| 161 | Насељеност станара у приватним становима                                                         | 3.83     |
| 162 | Просечно становника по соби у приватним насељеним домаћинствима                                  | 0.89     |
| 163 | Појединачна домаћинства са подовима од различитих материјала од земље                            | 40274    |
| 164 | Појединачна домаћинства у приземљу                                                               | 662      |
| 165 | Појединачна домаћинства са једном спаваћом собом                                                 | 9519     |
| 166 | Појединачна домаћинства са две спаваће собе и више                                               | 31484    |
| 167 | Појединачна домаћинства са једним собом                                                          | 963      |
| 168 | Појединачна домаћинства са две собе                                                              | 3509     |
| 169 | Појединачна домаћинства са 3 собе и више                                                         | 36491    |
| 170 | Појединачна домаћинства која имају електрично светло                                             | 40684    |
| 171 | Појединачна домаћинства која немају електрично светло                                            | 322      |
| 172 | Појединачна домаћинства која имају водоводну воду у стамбеном простору                           | 39319    |
| 173 | Појединачна домаћинства која немају водоводну воду у стамбеном простору                          | 1632     |
| 174 | Појединачна домаћинства која имају тоалет                                                        | 40237    |
| 175 | Појединачна домаћинства која имају канализацију                                                  | 40029    |
| 176 | Појединачна домаћинства која немају канализацију                                                 | 847      |
| 177 | Појединачна домаћинства која имају електрично светло, довод воде из јавне мреже и канализацију   | 38608    |
| 178 | Појединачна домаћинства без икаквих услова                                                       | 154      |
| 179 | Појединачна домаћинства која имају радио                                                         | 35950    |
| 180 | Појединачна домаћинства која имају телевизор                                                     | 40199    |
| 181 | Појединачна домаћинства која имају фрижидер                                                      | 37332    |
| 182 | Појединачна домаћинства која имају машину за веш                                                 | 35010    |
| 183 | Појединачна домаћинства која имају аутомобил или комби                                           | 26188    |
| 184 | Појединачна домаћинства која имају рачунар                                                       | 17800    |
| 185 | Појединачна домаћинства која имају фиксну телефонску линију                                      | 19439    |
| 186 | Појединачна домаћинства која имају мобилни телефон                                               | 32014    |
| 187 | Појединачна домаћинства која имају приступ интернету                                             | 12305    |